# San Agustín Etla
San Agustín Etla là một đô thị thuộc bang Oaxaca, Mexico. Năm 2005, dân số của đô thị này là 3243 người.